# Clark Motor Car Company
Die Clark Motor Car Company war ein US-amerikanischer Automobilhersteller. Sie bestand von 1910 bis 1912 und war in Shelbyville (Indiana) ansässig.

## Geschichte
Gegründet wurde die Firma von John D. Clark, J. H. Akers, A. J. Thurston, Arthur Woodward und Maurice Wolfe.
Sie fertigte Mittelklasseautomobile mit Vierzylindermotoren von der Rutenber Motor Company. Im Juni 1912 musste die zwei Jahre vorher gegründete Gesellschaft Konkurs anmelden, die Produktion wurde aber aufrechterhalten. Noch 1912 musste Clark einsehen, dass eine gewinnbringende Automobilherstellung für ihn nicht möglich war und verkaufte seine Fabrik an Maurice Wolfes neue Firma, die Meteor Motor Car Company in Piqua (Ohio).

## Modelle
| Modell   | Bauzeitraum | Zylinder | Leistung       | Radstand |
| -------- | ----------- | -------- | -------------- | -------- |
| 30 hp    | 1910–1911   | 4 Reihe  | 30 bhp (22 kW) | 2896 mm  |
| 40 hp    | 1910–1911   | 4 Reihe  | 40 bhp (29 kW) | 3150 mm  |
| 30/40 hp | 1912        | 4 Reihe  | 40 bhp (29 kW) | 2896 mm  |

## Übersicht über Pkw-Marken aus den USA, dieClarkbeinhalten
| Marke          | Hersteller                           | Vermarktungsbeginn | Vermarktungsende | Ort, Bundesstaat           |
| -------------- | ------------------------------------ | ------------------ | ---------------- | -------------------------- |
| Clark          | Clark Manufacturing Company          | 1897               | 1901             | Moline, Illinois           |
| Clark          | Edward S. Clark Steam Automobiles    | 1900               | 1909             | Boston, Massachusetts      |
| Clark          | A. F. Clark & Company                | 1903               | 1905             | Philadelphia, Philadelphia |
| Clark          | Clark Motor Car Company              | 1910               | 1912             | Shelbyville, Indiana       |
| Clark          | Furgason Motor Company               | 1910               | 1911             | Lansing, Michigan          |
| Clark Electric | Toledo Electric Vehicle Company      | 1909               | 1910             | Toledo, Ohio               |
| Clark Electric | Brunn Carriage Manufacturing Company | 1910               | 1910             | Buffalo, New York          |
| Clark-Hatfield | Clark-Hatfield Automobile Company    | 1908               | 1909             | Oshkosh, Wisconsin         |
| Clark-Norwalk  | Norwalk Motor Car Company            | 1910               | 1910             | Norwalk, Ohio              |
| Clarkmobile    | Clarkmobile Company                  | 1903               | 1904             | Lansing, Michigan          |